# 김다현 (축구 선수)
김다현(2002년 3월 6일 ~ )는 대한민국의 축구 선수로, 포지션은 공격수이다. 현재 K3리그 화성 FC 소속이다.